# 瑞士聯邦材料科學與技術研究院
瑞士聯邦材料科學與技術研究院（ Empa ，  Eidgenössische Materialprüfungs- und Forschungsanstalt的德語首字母縮寫）是一家跨學科的瑞士應用材料科學與技術研究院。作為瑞士聯邦理工學院及研究院體系（ETH-domain）的一部分，它是瑞士聯邦的一個機構。自 1880 年成立以來的大部分時間裡，它都專注於傳統材料測試。自 20 世紀 80 年代末以來，它已發展成為一個現代化的研發機構。

## 研究
根據其願景—永續未來的材料和技術——Empa 旨在為當前工業和社會在能源、環境、交通運輸、健康和安全等領域面臨的問題開發解決方案。研究集中在五個研究重點領域：“奈米結構材料”、“永續建築環境”、“健康與體能”、“自然資源與污染”和“能源”。
Empa 2015 年的年度預算為 1.07 億瑞士法郎的聯邦資金和 6100 萬瑞士法郎的第三方資金，其中 4500 萬瑞士法郎來自研究計畫撥款，1100 萬瑞士法郎來自提供服務。
2001年以來，從材料測試到技術研發單位的策略性轉變越來越明顯：科學出版物的數量從2001年的67篇增加到2015年的近630篇。瑞士國家科學基金會（SNSF）資助的計畫數量從 2001 年的 5 個增加到同期的 120 個。外部資金也從 2000 年的 3,380 萬瑞郎增加到約 6,100 萬瑞郎（2015 年）。 Empa 目前參與了歐盟框架計劃資助的 60 多個計畫。
該研究院的應用研究和開發通常與行業合作夥伴密切合作。 Empa 的口號也反映了這一點：“創新從這裡開始”（英文：The Place where Innovation starts）。 Empa 採用多學科方法——來自廣泛學科的科學家和工程師在大多數項目中並肩工作。
Empa 還為蘇黎世聯邦理工學院和洛桑聯邦理工學院供提協助，在大學和應用科學大學 (UAS) 的供提教學服務，並通過 Empa-Akademie 積極組織科學會議和高級培訓課程。會議、講座系列、研討會和課程面向科學家、來自工業界和私營部門的專業人士以及公眾，例如，通過“科學開胃酒”活動。

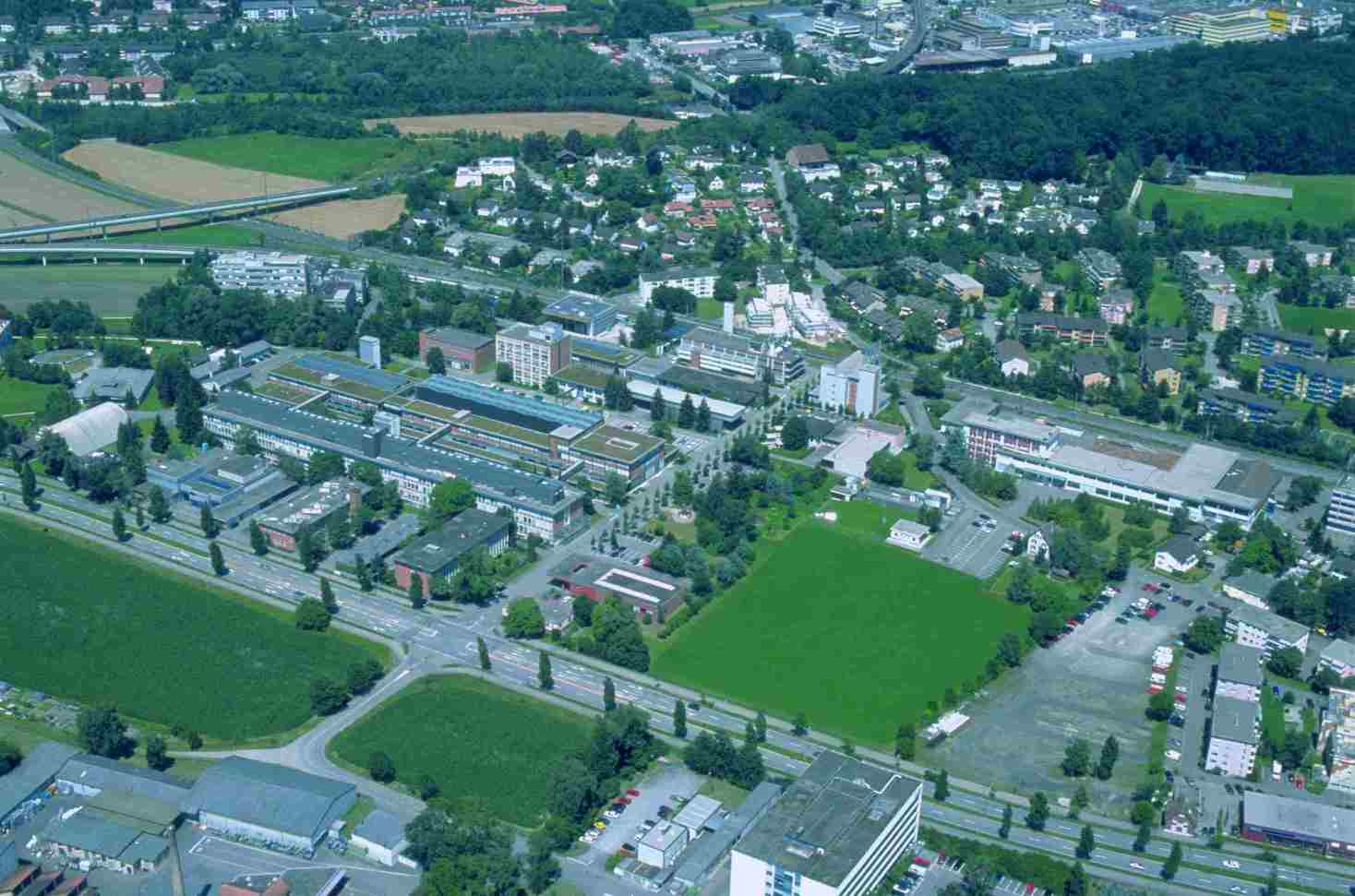
Empa在蘇黎世附近Dübendorf的院區

## 歷史

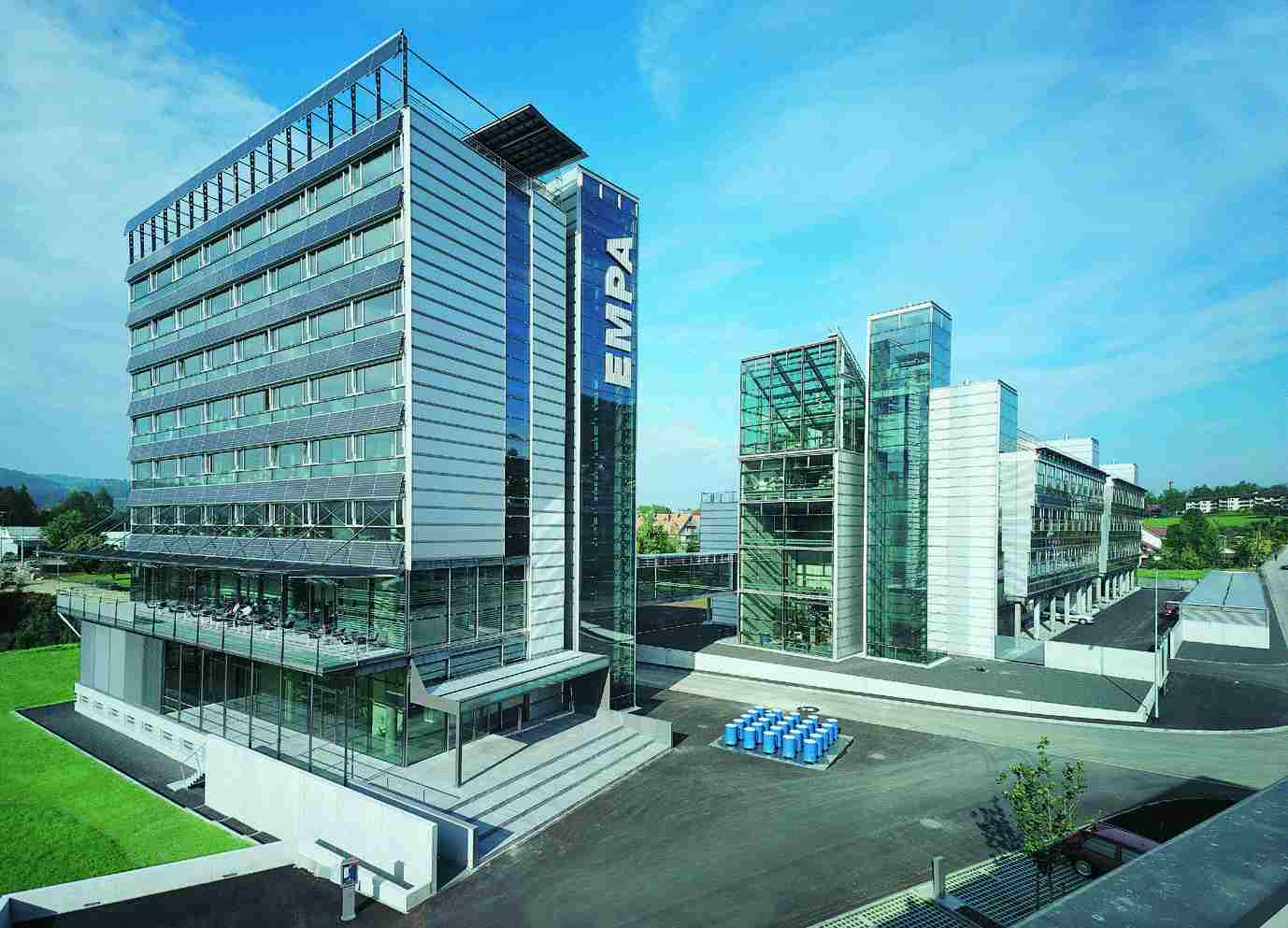
Empa在St. Gallen的院區

1880 年，Empa 的前身“建築材料測試機構”在蘇黎世理工學院開始工作。它的第一任主任是建築材料教授Ludwig von Tetmajer 。 1891 年，Tetmajer 負責調查Münchenstein 鐵路災難，即由世界著名工程師Gustave Eiffel建造的鐵路橋倒塌。 Tetmajer 很快就能夠證明，歐拉雙曲線的使用（當時是標準技術）僅適用於橋樑鋼材的彈性區域。
1895年首次使用“聯邦材料測試研究所”這個名稱，德文首字母縮寫為Empa 。
1937 年，瑞士測試機構聖加侖 (St. Gallen)於 1911 年擴展為紡織品測試機構，並與 Empa 合併。擴大後的組織更名為“聯邦工業、土木工程和貿易材料測試和實驗研究所”。
1962 年，Empa 從蘇黎世搬到了杜本多夫。該站點的關鍵領域是土木工程、安全技術、表面技術、金屬材料、複合材料、無損檢測、化學分析、廢氣和大氣測量、建築技術、建築物理、聲學和噪聲抑制。
1988 年，路線發生重大變化，強調研發。 Empa 更名為“瑞士聯邦材料測試和研究實驗室”（德語為Eidgenössische Materialprüfungs- und Versuchsanstalt ）。
1996 年，Empa 聖加侖工廠的員工搬進了他們的新大樓“Im Moos”。核心活動是服裝生理學、個人防護系統、功能性纖維和紡織品、生物相容性材料、材料和圖像建模以及技術風險評估。
2001 年，Empa 的優先事項堅定地面向研究和創新發展。成立了一個國際研究委員會，定期評估 Empa 的研發活動。
2003 年奈米技術在 Empa 成立。新實驗室“nanotech@surfaces”致力於納米結構、作為電子發射器的納米管和準晶層。在杜本多夫，另一個新實驗室“功能性聚合物”成立。
2004 年，另一個納米實驗室在杜本多夫基地誕生：“奈米級材料科學”，專注於開發和分析奈米結構表面和塗層。
2005 年，Empa 與華沙科技大學和克拉科夫的 AGH 科技大學一起創建了瑞士-波蘭國際博士學院。蘇黎世聯邦理工學院、克拉科夫的雅蓋隆大學和華沙大學已經加入。與此同時，瑞士與歐盟新成員國 (NMS) 的合作在瑞士對歐盟擴大的貢獻框架內得到了顯著擴展，例如通過眾多“聯合研究項目”以及“瑞士-波蘭科學與技術日”，2010 年首次在華沙舉辦。
進一步建立了實驗室：“材料和納米結構力學”、“機械系統工程”、“建模和仿真力學”、“生物材料”、“材料-生物相互作用”、“氫與能源”和“固態化學與催化” ”。 2006 年，Empa 和 Festo 建立了“協同結構中心”，這是一家公私合營企業 (PPP)，其目標是開發新穎的超輕型承重結構。
2008 年，Empa 在杜本多夫開設了一個新的企業孵化器“glaTec”，以支持在 Empa 附近建立創新型初創企業和衍生企業。 glaTec 與聖加侖的“tebo”相對應，後者於 1996 年開始運營。 Empa 還加強了其在光伏領域的活動。此外，與日本“國家材料科學研究所”(NIMS) 達成更密切的合作協議，導致 2010 年在 Empa 開設了 NIMS 辦事處。
2010 年，Empa 擴大了業務發展力度，開發了與行業合作的新模式，專門針對合作夥伴的需求量身定制。除其他事項外，雙方還在燃料電池、創新醫療技術應用和永續交通等重要領域建立了戰略聯盟。同年，Empa 將其研發組合精簡為五個“研究重點領域”，這些領域更嚴格地面向 Empa 的核心競爭力：將研究和技術轉化為適銷對路的創新。
Empa 在 2011 年和 2012 年的 25 個項目中，在技術與創新委員會 (CTI) 資助的旨在提高瑞士公司創新實力和競爭力的特別措施中發揮了極其成功的作用.
2014 年，瑞士政府啟動了一項鼓勵能源研究的重點計劃：八個不同的瑞士能源研究能力中心 (SCCER) 旨在更有效地連接能源研究領域的瑞士大學和研究機構，促進協同效應。作為領導機構，Empa 負責這八個中心之一——未來節能建築和地區 (FEEB&D)——目標是到 2050 年將瑞士建築存量的能源消耗減少五倍。
2014 年標誌著 NEST 的奠基儀式，這是一個創新的建築概念，應該有助於與工業合作夥伴一起將建築和能源領域的技術和產品更快地推向市場。 NEST 由一個中央“主幹”和三個開放平台組成，可以根據“即插即用”原則安裝各個研究和創新模塊。
2015 年 NEST 的主幹已經建立。第一個模塊的建造正在進行中。同年，Empa 在交通運輸領域開設了第二個示範和技術轉讓平台：“move”，這使得能夠在中開發和測試CO2排放量顯著降低的新車輛驅動概念。其中包括氫燃料汽車、各種混合動力概念車或優化的燃氣汽車。使用的能源目前為來自光陽能或水力發電的電力，其短時間波動較大且電網無法使用的電力。它最初通過電解水（電轉氣概念）轉化為氫氣或甲烷。與此同時，第三個平台開始運作：ehub（能源中心），它充當一種能源系統控制中心，控制和協調 NEST 與“move”與各種能源用戶和來源之間的能源流動。因此，ehub 應保證優化能源供應，尤其是使用太陽能和風能等波動劇烈的能源。因此，該平台具有用於各種能源的多種臨時存儲設施。

## 外部鏈接
- 官方网站
- Empa Academy （页面存档备份，存于）